# 草光信成
草光 信成（くさみつ のぶしげ、1892年4月5日 - 1970年12月21日）は、日本の洋画家。
島根県出雲市出身。1916年東京美術学校（現在の東京芸術大学）卒。和田三造に師事した。1916年の第4回帝展に出品した「簾の影」が初入選した。その後、1927年に「四人の子等」、1928年に「立像」で2年連続帝展特選を受賞した。1930年に「前庭」でも帝展特選を受賞した。
1936年ベルリンオリンピックの芸術競技の絵画種目に、「スタート」「用意」という作品を出品した。
1938年には従軍画家として中国に赴任した。
1950年には新世紀美術協会の創立に参画し、その委員を務めた。